# Гёгфорсская операция
Гёгфорсская операция (швед. Högfors) — совместная военная операция русской армии и флота во время русско-шведской войны (1788—1790), ставившая целью разгром и вытеснение шведских войск с территории Российской империи, захваченной в начале летней кампании 1789 года.
После поражения при Роченсальме без поддержки флота шведские войска рисковали быть окруженными русскими, которые теперь имели численное превосходство возле Гёгфорса (совр. северный пригород Котки - Коркеакоски), но Густав III не пал духом, а через два дня после сражения выяснилось, что бо́льшая часть шхерного флота всё ещё имеется в распоряжении. Благодаря прибывшему из Швеции в середине августа подкреплению в 4500 человек, численность шведских сухопутных сил в районе нижнего течения Кюмени (Кюмийоки) и на побережье выросла примерно до 16 тысяч, из которых около 6 тысяч находились в Гёгфорсе.
Нассау-Зиген предложил В. П. Мусину-Пушкину крупную совместную операцию, в ходе которой шведские войска в Гёгфорсе должны были быть окружены. Мусин-Пушин позволил осуществить эту идею 21 августа (1 сентября), только в уменьшенном масштабе, с целью вытеснения войск противника с территории империи. 
Сухопутные части русских войск под командой генерал-поручика В. И. Левашова, подошедшие из Фридрихсгама, первыми атаковали с севера передовые позиции шведского лагеря в Гёгфорсе и сильно потеснили шведов в Кюменкартано (южнее).
В это же время отряд флота Нассау под командованием И. П. Балле, двенадцать полугалер, подошёл к плацдарму у Гёгфорса и высадил десанты (около 2500 человек) на берег у шведов в тылу — в Суниле (южнее Гёгфорса) и заливе Броби (Силтакюля) (западнее Гёгфорса). Артиллерийские шлюпы и полугалеры атаковали артиллерийскую позицию Юмалниеми (севернее Котки). Шведы отступили от батареи и подожгли пять собственных канонерских лодок.
В сложившейся ситуации шведская армия под командованием генерал-лейтенанта Филипа Юлиуса Бернхарда фон Платена начала поспешное отступление из Гёгфорса и во время отступления подожгла мосты, часть канонерских лодок, а также армейский склад продовольствия в Ванхале.
Отступавшие соединения шведов едва избежали катастрофы, так как силы десанта, высадившиеся на западном берегу залива Силтакюлянлахти (Брубювикен) у Броби, стали угрожать дороге на Абборфорс (Ахвенкоски). Русские орудия вели огонь по отступающим шведам. 
Сам Густав III прибыл на место из Ловисы, чтобы своими глазами увидеть почти катастрофичную ситуацию. Поздним вечером сначала обоз, а затем войска шведов перешли через реку Силтакюлянйоки и двинулись на Абборфорс. В Питисе (Пюхтяа) шведские войска были настигнуты следовавшим за ним десантом и подожгли мост через Кюмень, но русские солдаты потушили пожар и переправились по нескольким бревенчатым перекладинам.
Только утром 22 августа (2 сентября) шведские войска прибыли в Абборфорс.
По донесению Мусина-Пушкина, шведы потеряли убитыми 200 и пленными 60 человек. Шведы признали только 30 убитых. Русские потеряли 32 убитыми и 67 ранеными. Всего россияне захватили 16 шведских судов и бывшие на них 73 пушки.